# Leptoconops amplifemoralis
Leptoconops amplifemoralis är en tvåvingeart som beskrevs av Chanthawanich och Mercedes Delfinado 1967. Leptoconops amplifemoralis ingår i släktet Leptoconops och familjen svidknott. Inga underarter finns listade i Catalogue of Life.